# Ярим-Лим I
Ярим-Лим I — царь Ямхада около 1780 — 1765 гг. до н. э. Сын царя Суму-эпуха и царицы Сумунна-Аби (Sumunna-Аби). В его правление царство Ямхад окончательно сформировалось. Ярим-Лим уже выразительно именовался царём; его столицей стал Халеб.
Ярим-Лим правил около 1780 — 1765 гг. до н. э., он продолжал войну с Шамши-Ададом I и его союзниками. После смерти Шамши-Адада его царство фактически распалось на восточную и западную части, причём западной управлял его мало способный младший сын царь Мари Ясмах-Адад. Это вдохновило врагов нового государства. К войне против наследников Шамши-Адада присоединились цари Эшнунны и Вавилона. Сила теперь явно была на стороне Ямхада и его новых союзников. В результате держава, созданная Шамши-Ададом, рухнула, а укрывающийся в Ямхаде Зимри-Лим вернулся в Мари и стал царём, восстановив в скором времени могущество этого государства.
Между Ямхадом и Мари установились довольно дружественные отношения. Их выражением стали не только взаимные подарки, иногда весьма ценные, но и женитьба Зимри-Лима на дочери Ярим-Лима Шибту, которая стала играть видную роль при дворе в Мари. Помня, что в своё время юный Зимри-Лим нашёл приют в Ямхаде, царь Мари стал даже называть Ярим-Лима отцом, подчёркивая своё уважение. Между двумя государствами был, вероятно, заключен формальный договор о взаимной помощи. Стремясь, может быть, обеспечить большую безопасность своим границам в сирийской степи, Зимри-Лим выступил посредником между Ярим-Лимом и царём Катны Амуд-пи-Элем, причём, по-видимому, царь Катны сам прибыл в Халеб для примирения. В результате между этими двумя ранее враждебными царями были установлены если не дружественные, то вполне нормальные отношения. По-видимому, были урегулированы и отношения Ямхада с Каркемишем. Эта дипломатическая активность позволила установить в Северной Сирии и прилегающих областях относительно прочный мир. Ярим-Лим, со своей стороны, избавившись от возможной опасности со стороны соседей, особенно довольно сильной Катны, мог воспользоваться этим и расширить сферу своего влияния. Восточной границей Ямхада являлся Евфрат, и Каркемиш в той или иной форме был вынужден признать первенство этого царства. На западе, возможно, уже при Ярим-Лиме Ямхад установил свою власть над областью Мукиш в устье Оронта с центром в Алалахе. Это имело для Ямхада огромное значение, так как позволило ему выйти непосредственно к средиземноморскому побережью. Через территорию Ямхада критские товары шли из Угарита в Мари и оттуда в Месопотамию. И недаром несколько позже угаритский царь, услышав о великолепии дворца в Мари, просил именно сына Ярим-Лима помочь ему добраться до Мари и увидеть этот роскошный дворец. В одном из сохранившихся документов отмечается, что за ямхадским царём следует 20 вассальных царей — больше, чем за кем-либо ещё.

«Нет ни одного царя сильного самого по себе: десять или пятнадцать царей следует за Хаммурапи, господином Вавилона, столько же за Рим-Сином, господином Ларсы, Ибаль-пи-Элем, господином Эшнунны, Амуд-пи-Элем, господином Катны; двадцать следуют за Ярим-Лимом, господином Ямхада».— Письмо Итур-Асду
Это, несомненно, демонстрирует могущество Ярим-Лима, но с другой стороны, ясно показывает, что Ямхад был фактически конфедерацией множества мелких государств, признававших в царе Халеба своего суверена.
Ярим-Лим I умер незадолго до 30-го года правления вавилонского царя Хаммурапи, оставив своему сыну Хаммурапи I обширное и сильное царство.